# The Best of Porter Wagoner and Dolly Parton
The Best of Porter Wagoner and Dolly Parton släpptes i juli 1971 och är ett samlingsalbum bestående av duettmaterial inspelat av Porter Wagoner och Dolly Parton. Albumet nådde placeringen #7 på USA:s countrylistor, och innehöll även den då nya singeln "Better Move it On Home".

## Låtlista
1. "Just Someone I Used to Know"
2. "Daddy Was an Old Time Preacher Man"
3. "Tomorrow is Forever"
4. "Jeannie's Afraid of the Dark"
5. "The Last Thing on My Mind"
6. "The Pain of Loving You"
7. "Better Move it on Home"
8. "Holding On to Nothing"
9. "Run That By Me One More Time"
10. "We'll Get Ahead Someday"